# 阿尔·珀维斯
阿尔·珀维斯（英語：Al Purvis，1929年1月9日—2009年8月13日），加拿大男子冰球运动员，场上位置是后卫。他曾代表加拿大参加1952年冬季奥林匹克运动会冰球比赛，获得一枚金牌。